# Musetta Vander

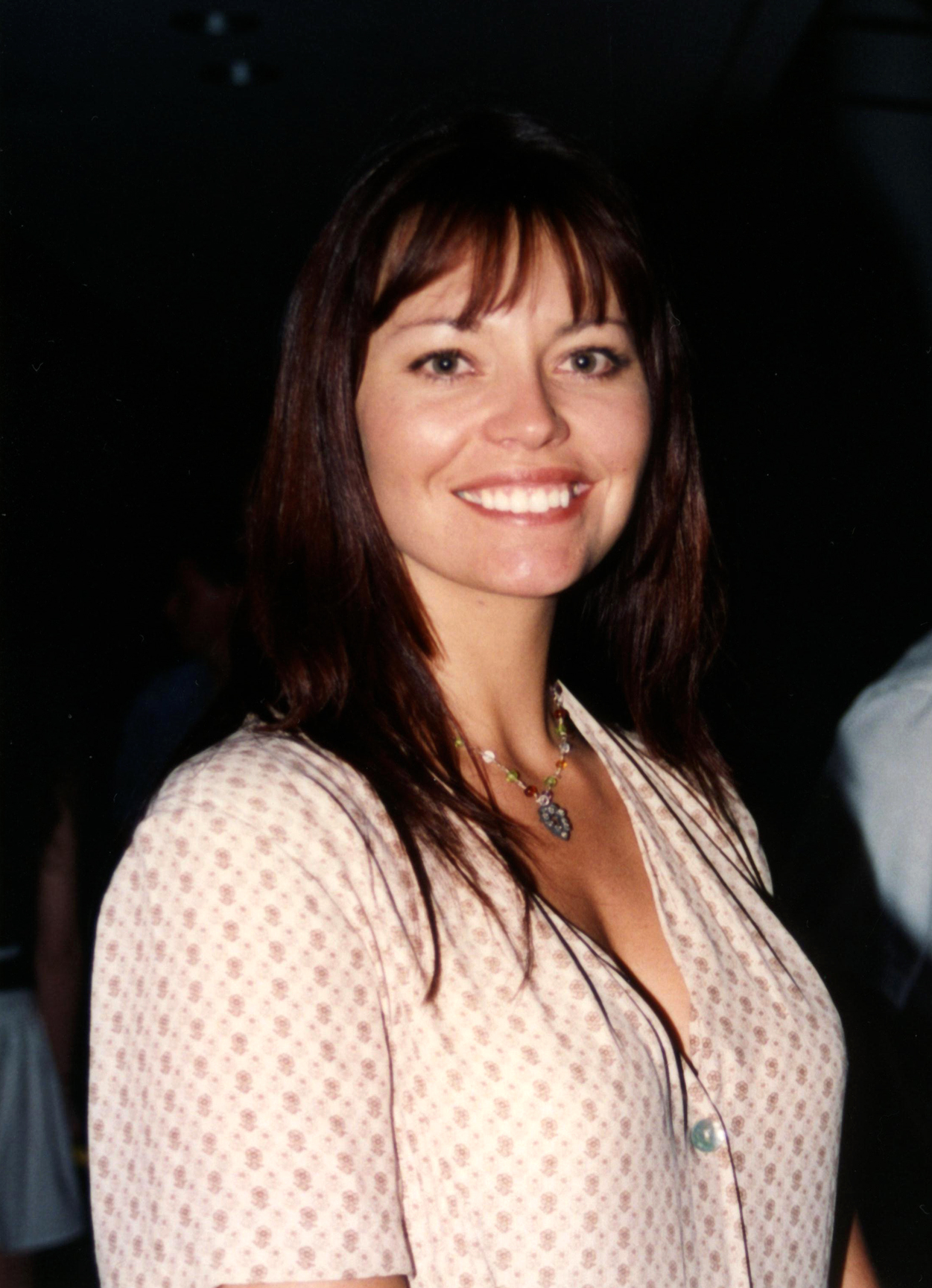
Musetta Vander (1996)

Musetta Vander (* 26. Mai 1963 in Durban, Südafrika, geboren als Musetta van der Merwe) ist eine südafrikanische Schauspielerin.

## Biographie

### Privat
Vander wurde als Tochter eines Ballettlehrers in Südafrika geboren und wuchs in Durban auf. Sie erwarb den BA in Kommunikation und Psychologie. Kurz nach Studienabschluss erwarb sie ebenfalls eine Zulassung als Ballettlehrerin. 1988 heiratete sie den Filmregisseur Jeff Celentano. Sie unterrichtet – wie auch ihr Ehemann – an der Performer’s Academy im Orange County, Kalifornien.

### Schauspielkarriere
Nach dem College wurde Vander als Moderatorin für die südafrikanische Version von MTV eingestellt. Danach zog sie in die USA und begann ihre schauspielerische Laufbahn mit Auftritten in mehr als 20 Musikvideos verschiedener Interpreten, darunter Rod Stewart, Tina Turner, Elton John, Chris Isaak und Amy Grant.
Vander wirkte in diversen Filmrollen mit, darunter Molly, Wild Wild West, The Cell, und O Brother, Where Art Thou?. Zusätzlich spielte sie in zahlreichen Fernsehserien, wie beispielsweise Buffy – Im Bann der Dämonen, Stargate SG-1, Star Trek: Voyager, Der Sentinel, Frasier und Xena.
1998 übernahm sie die Rolle der Lady Elara, einen der führenden Charaktere in dem Echtzeit-Strategiespiel Dune 2000. Die gleiche Rolle übernahm sie auch für die Fortsetzung Emperor: Schlacht um Dune aus dem Jahr 2002.
Vanders Mitwirken an Theaterstücken beinhaltet Le Bourgeois Gentilhomme and Soweto's Burning. Neben zahlreichen kommerziellen Werbefilmen war Vander zudem als Model in diversen Zeitschriften zu sehen, darunter eine Bilderfolge im Maxim-Magazin und ein Cover im Details-Magazin.

## Filmografie (Auswahl)
| Filme - 1989: Todesambulanz (Crime of Crimes) - 1989: The Endangered - 1990: The Avenger – Der Rächer (The Revenger) - 1992: Rock Video Girls 2 (Video) - 1993: Monolith - 1994: Alien Desperados - 1994: Dickwad (Kurzfilm) - 1995: The Secret Force - 1995: Metalbeast (Project: Metalbeast) - 1995: Shadowchaser 3 - 1995: Unter dem Hula Mond (Under the Hula Moon) - 1996: Badlands (Oblivion 2: Backlash) - 1997: American Hero - 1997: Elissa (Kurzfilm) - 1997: Mortal Kombat 2 – Annihilation (Mortal Kombat: Annihilation) - 1998: Gunshy – Aus Leidenschaft zum Mörder (Gunshy) - 1999: Wild Wild West - 1999: Molly - 2000: O Brother, Where Art Thou? – Eine Mississippi-Odyssee (O Brother, Where Art Thou?) - 2000: The Cell - 2003: Projekt Spymate – Geheimaffe im Einsatz (Spymate) - 2005: Forbidden Warrior - 2005: Mosquito Man (Mansquito, Fernsehfilm) - 2005: Fußballfieber – Elfmeter für Daddy (Kicking & Screaming) - 2005: What’s Up, Scarlet? - 2006: Monster Night - 2007: Say It in Russian - 2007: Planet Raptor – Angriff der Killersaurier (Planet Raptor, Fernsehfilm) - 2009: College Vampiers (Transylmania) - 2009: Breaking Point – Hoffnung stirbt zuerst (Breaking Point) - 2010: Jeder hat eine besondere Mission: Johnny (Johnny) - 2012: Under the Bed – Es lauert im Dunkeln (Under the Bed) - 2013: 5 Hour Friends - 2016: $elfie Shootout - 2017: Shine – Der Weg ins Licht (Shine) - 2017: The Heatred - 2017: Spreading Darkness | Fernsehserien - 1991–1992: Super Force (sieben Folgen) - 1994: Mord ist ihr Hobby (Murder, She Wrote, Folge The Dying Game) - 1994–1995: Das Leben und Ich (Boy Meets World, zwei Folgen) - 1996: Diagnose: Mord (Diagnosis Murder, Folge Murder by the Book) - 1996: Viper (Folge MiG-89) - 1997: Highlander (Folge The Valkyrie) - 1997: Buffy – Im Bann der Dämonen (Buffy the Vampire Slayer, Folge Teacher's Pet) - 1997: Babylon 5 (Folge Between the Darkness and the Light) - 1997: Sindbads Abenteuer (The Adventures of Sinbad, Folge The Voyage to Hell) - 1997/2000: Pensacola – Flügel aus Stahl (Pensacola: Wings of Gold, zwei Folgen) - 1998: Der Sentinel – Im Auge des Jägers (The Sentinel, Folge Das Shang-Syndrom) - 1998: Die Schattenkrieger (Soldier of Fortune, Inc., Folge Top Event) - 1999: Star Trek: Raumschiff Voyager (Star Trek: Voyager, Folge Das Generationschiff) - 2000: Xena – Die Kriegerprinzessin (Xena: Warrior Princess, Folge Amphipolis Under Siege) - 2000: Secret Agent Man (drei Folgen) - 2000/2003: Stargate – Kommando SG-1 (Stargate SG-1, zwei Folgen) - 2001: V.I.P. – Die Bodyguards (V.I.P., Folge Val’s Big Bang) - 2002: Son of the Beach (Folge Hamm Stroker's Suck My Blood) - 2003: She Spies – Drei Ladies Undercover (Folge Damsels in De-Stress) - 2003: Frasier (Folge High Holidays) - 2004: Reich und Schön (The Bold and the Beautiful, eine Folge) - 2010: Navy CIS (NCIS, Folge Broken Arrow) - 2016: Criminal Minds: Beyond Borders (Fernsehserie, eine Folge) - 2017: Hawaii Five-0 (Fernsehserie, eine Folge) |